# فابیانا د اولیویرا
فابیانا د اولیویرا (انگلیسی: Fabiana de Oliveira؛ زادهٔ ۷ مارس ۱۹۸۰) بازیکن والیبال اهل برزیل عضو باشگاه ریو دو ژانیرو است. فابیانا از ۲۰۰۲ تا ۲۰۱۴ عضو تیم ملی والیبال زنان برزیل بود. دو مدال طلا المپیک ۲۰۰۸ و ۲۰۱۲ مهمترین دست‌آورد او در تیم ملی برزیل است. دو مدال نقره قهرمانی جهان، یک مدال طلا بازی‌های پان امریکن، یک طلا قهرمانی آمریکای جنوبی، یک نقره جام بزرگ قهرمانان جهان و دو طلا جام پان امریکن از دیگر دست‌آوردهای او است. او همچنین با ریو دو ژانیرو مقام نایب قهرمانی باشگاه‌های جهان ۲۰۱۳ را نیز کسب کرده است.